# Franco (moneta)
Il franco è il nome di diverse valute. Il nome deriva dalla scritta latina Francorum rex ("re dei francesi") presente sulle prime monete francesi. Un franco è diviso in 100 centesimi (centimes); è adottato in Svizzera e Liechtenstein, in molti dei paesi francofoni africani e, prima dell'euro, in Francia, Belgio e Lussemburgo, oltre ad avere corso legale ad Andorra e Monaco.
Originariamente il franco era una moneta d'oro da 3,87 g coniata dai francesi nel 1360 in occasione della liberazione del re Giovanni II detto "il buono", catturato dagli inglesi quattro anni prima nella battaglia di Poitiers: questa aveva un valore equivalente alla "libbra tournois" (uno dei sistemi monetari in vigore, alternativo alla "libbra di Parigi"), suddiviso in 20 soldi ("sous").
Sebbene abolita come valuta legale da Luigi XIII nel 1641 a seguito dell'introduzione del luigi d'oro (o "écu"), il termine franco (come per la libra) continuò ad essere usato nel lessico comune.
Il franco germinale venne riadottato come valuta nazionale dopo la rivoluzione francese a seguito della decimalizzazione del sistema monetario nel 1795, assumendo un valore pari a 4,5 g d'argento fino. Nel 1803 con la creazione di un franco d'oro si avviò un bimetallismo basato su argento ed oro, con un rapporto di 1:15,1 tra il valore dei due metalli.
A seguito della conquista di gran parte dell'Europa occidentale da parte di Napoleone, il franco si diffuse in diversi paesi: il regno del Belgio lo adottò dopo l'indipendenza dal regno dei Paesi Bassi nel 1832, seguito dal Lussemburgo nel 1848 e dalla Svizzera nel 1850. Nel 1865, la Francia di Napoleone III, il Belgio di Leopoldo II, l'Italia di Vittorio Emanuele II e la Svizzera crearono l'Unione monetaria latina, alla quale aderì la Grecia di Giorgio I nel 1868.
Per le valute di quest'unione (franco, lira e dracma) si stabiliva un valore pari a 4,5 g di argento o 0,290322g di oro fino, al fine di permetterne il libero scambio con un rapporto di 1:1. A seguito delle difficoltà del bimetallismo di mantenere un rapporto fisso tra oro e argento al variare dei valori dei metalli, nel 1870 l'oro rimase l'unico standard (Gold standard), situazione questa rimasta stabile fino al 1914.
La forza del franco venne notevolmente indebolita dopo la prima guerra mondiale, a causa delle spese di guerra, dei costi della ricostruzione e la conseguente inflazione: il potere d'acquisto del franco, infatti, si ridusse del 70% nel periodo 1915-1920 e di un ulteriore 43% nel periodo 1922-1926. Dopo una breve ritorno al Gold standard nel 1928-1936, la valuta continuò a svalutarsi, fino a che nel 1959 il suo valore era meno di 1/40 del valore del 1936. Nel gennaio del 1960 il franco venne rivalutato a 100 dei franchi precedenti. I vecchi franchi continuarono a circolare come centimes dei nuovi franchi.
Anche il Belgio ebbe nel 1926 una svalutazione analoga, che ha portò all'introduzione di una nuova valuta d'oro per transazioni internazionali (il "Belga" da 5 franchi) e l'uscita del paese dall'unione monetaria latina, la quale cessò di esistere alla fine di quell'anno. Sopravvisse, invece, l'unione monetaria del 1921 tra Belgio e Lussemburgo, che portò nel 1932 ad una completa unione economica.
Nel 1945, alla fine del periodo coloniale, 14 paesi dell'Africa occidentale (Communauté financière africaine) e dell'Africa equatoriale (Coopération financière en Afrique centrale), adottarono come valuta il franco CFA, con un cambio inizialmente pari a 1,7 franchi francesi, passato a 2 franchi nel 1948, 0,02 nuovi franchi nel 1960 e 0,01 franchi dopo gennaio 1994. Nei territori francesi del Pacifico, invece, circolava il franco CFP, con un cambio a 0,055 franchi francesi.
Con l'avvento dell'euro, il valore del franco francese venne fissato a 0,152449 euro e ne decide il termine del suo corso legale al 17 febbraio 2002. Il franco belga, fissato a 0,024789 euro, termina di avere corso legale il 28 febbraio 2002.